# Allar Levandi
Allar Levandi (Tallinn, 28 dicembre 1965) è un allenatore di sci nordico ed ex combinatista nordico estone. Prima della dissoluzione dell'Unione Sovietica (1991) gareggiò per la nazionale sovietica.
È marito della pattinatrice artistica Anna Kondrašova, a sua volta atleta di alto livello.

## Biografia

### Carriera sciistica
Specialista della combinata nordica sebbene a livello estone, all'epoca dell'Unione Sovietica, abbia gareggiato anche nel salto con gli sci, Levandi in Coppa del Mondo esordì il 21 dicembre 1985 a Tarvisio (13°) e ottenne il primo podio il 13 dicembre 1986 a Canmore (3°).
In carriera prese parte a tre edizioni dei Giochi olimpici invernali, Calgary 1988 (3° nell'individuale), Albertville 1992 (6° nell'individuale, 9° nella gara a squadre) e Lillehammer 1994 (12° nell'individuale, 4° nella gara a squadre), e a cinque dei Campionati mondiali, vincendo una medaglia.

### Carriera da allenatore
Dal 1994 al 1998 lavorò come allenatore giovanile in Norvegia, guidando anche la nazionale juniores di combinata nordica; dal 1998 al 2002 è stato allenatore capo della squadra di combinata della nazionale estone.

## Palmarès

### Olimpiadi
- 1 medaglia:
  - 1 bronzo (individuale a Calgary 1988)

### Mondiali
- 1 medaglia:
  - 1 bronzo (gara a squadre a Oberstdorf 1987)

### Mondiali juniores
- 2 medaglie:
  - 1 oro (gara a squadre a Randa/Täsch/Zermatt 1985)
  - 1 bronzo (gara a squadre a Trondheim 1984)

### Coppa del Mondo
- Miglior piazzamento in classifica generale: 2º nel 1990
- 11 podi (tutti individuali):
  - 6 secondi posti
  - 5 terzi posti

### Campionati sovietici
- 2 medaglie[1]:
  - 2 bronzi (nel 1985; nel 1989)

### Campionati estoni
- 4 medaglie[1]:
  - 4 ori (individuale di salto con gli sci nel 1981; individuale di salto con gli sci nel 1984; gara a squadre di combinata nordica nel 1985; individuale di combinata nordica nel 1993)